# Nyssodrysternum
Nyssodrysternum är ett släkte av skalbaggar. Nyssodrysternum ingår i familjen långhorningar.

## Dottertaxa tillNyssodrysternum, i alfabetisk ordning[1]
- Nyssodrysternum amparense
- Nyssodrysternum basale
- Nyssodrysternum borneanum
- Nyssodrysternum caudatum
- Nyssodrysternum conspicillare
- Nyssodrysternum conspicuum
- Nyssodrysternum cretatum
- Nyssodrysternum decoratum
- Nyssodrysternum diopticum
- Nyssodrysternum efflictum
- Nyssodrysternum fasciatum
- Nyssodrysternum flavolineatum
- Nyssodrysternum freyorum
- Nyssodrysternum fulminans
- Nyssodrysternum gratum
- Nyssodrysternum impensum
- Nyssodrysternum instabile
- Nyssodrysternum laterale
- Nyssodrysternum lepidum
- Nyssodrysternum lineolatum
- Nyssodrysternum ocellatum
- Nyssodrysternum picticolle
- Nyssodrysternum pictulum
- Nyssodrysternum plaumanni
- Nyssodrysternum poriferum
- Nyssodrysternum promeces
- Nyssodrysternum propinquum
- Nyssodrysternum ptericoptum
- Nyssodrysternum reticulatum
- Nyssodrysternum rodens
- Nyssodrysternum rubiginosum
- Nyssodrysternum schmithi
- Nyssodrysternum serpentinum
- Nyssodrysternum signiferum
- Nyssodrysternum simulatum
- Nyssodrysternum spilotus
- Nyssodrysternum stillatum
- Nyssodrysternum striatellum
- Nyssodrysternum sulphurescens
- Nyssodrysternum taeniatum
- Nyssodrysternum univittis
- Nyssodrysternum variabile
- Nyssodrysternum vigintiguttatum
- Nyssodrysternum zonatum